# 卡亞克灣
卡亞克灣（英語：Kayak Bay）是南極洲的海灣，位於帕默群島的布拉班特島東岸，處於潘帕海峽西面，寬3公里，在1898年由比利時探險隊繪入地圖，現時由南極條約體系管理。